# ジェンパクトコンサルティング
ジェンパクトコンサルティングは、かつてアメリカ合衆国で、対象業務プロセスの引き受け、業務改善の支援、リーンシックスシグマに基づく業務サービスを提供していた会社。
業務引き受けサービスBPO提供会社であるジェンパクトに統合される。

## 沿革
- 1981年に、英国ウィンブルドンでジェームスマーティンが、ビジネスとテクノロジの融合、および製品サービス開発に関わる経営コンサルティングファームジェームスマーティンを設立した。
- 1993年、ジェームスマーティンは、東京に日本オフィスを開設した。
- 1995年に、GEは、業務組織改革をおこなう事業部門としてGEキャピタル内にインターナショナルサービスを発足させた。
- 2000年、ジェームスマーティンは名称をヘッドストロングと変えた。
- 2004年、GEインターナショナルサービスは、投資会社の資本を入れGEから独立し、ジェンパクト(GENPACT)と名称を変えた。
- 2012年、ジェンパクトはヘッドストロングを統合した。
- 2014年、ジェンパクトコンサルティング（GENPACT Consulting）と名称を変更した。
- 2015年、ジェンパクトコンサルティングは戦略コンサルティングから撤退した。